# Саррия (стадион)
«Саррия́» (исп. Estadio de Sarriá, кат. Estadi de Sarrià) — футбольный стадион в городе Барселона, Испания. С 1923 года по 1997 год являлся домашним стадионом для клуба «Эспаньол». Являлся одной из арен чемпионата мира по футболу 1982 года. В 1997 году закрыт и снесён.

## История

### Строительство и этап до ЧМ
Стадион был назван «Саррия», по имени дороги, которая некогда связывала старинные города Барселону и Саррия. Строительство спортивной арены было начато 31 декабря 1921 года под руководством архитектора Матиаса Кольминареса, изначально проект подразумевал вместимость арены на 40 000 зрителей, однако в процессе строительства из-за финансовых затруднений количество зрительских мест было сокращено до 10 000. Открытие арены состоялось 19 февраля 1923 года, матчем между клубами «Эспаньол» и «УЕ Сантс», в котором хозяева победили со счётом 4:1, автором первого гола на забитого на стадионе стал футболист команды хозяев — Винсен Тонихуан.
В 1948 году президент клуба «Эспаньол» — Пако Саенс выкупил стадион из частных рук за 5 миллионов песет. В 1951 году была снесена и заново выстроена южная трибуна арены, в 1956 году к ней был пристроен ещё один сектор. В 1960 году на стадионе были установлены осветительные мачты с прожекторами. В 1970-х подверглась реконструкции и северная трибуна, над который был возведен ещё один ярус.

### ЧМ и последующий этап
К 1982 году стадион был выбран одной из 17 площадок, на которых должны пройти матчи Чемпионата мира по футболу 1982 года. На стадионе состоялись все три матча группы С второго группового этапа чемпионата, в которых встречались между собой сборные Италии, Бразилии и Аргентины. Сами матчи:
| Июнь 29, 1982 17:15                    | \| Италия \| 2-1 \| Аргентина \| \| Марко Тарделли 56' Антонио Кабрини 67' \| Голы \| Даниэль Пассарелла 84' \| | Саррия, Барселона Судья: Николае Райня Зрителей: 43,000 |
| Италия                                 | 2-1 | Аргентина                                               |
| Марко Тарделли 56' Антонио Кабрини 67' | Голы | Даниэль Пассарелла 84'                                  |

| Июль 2, 1982 17:15 | \| Аргентина \| 1-3 \| Бразилия \| \| Рамон Диас 89' \| Голы \| Зико 11' Сержиньо 66' Жуниор 75' \| | Саррия, Барселона Судья: Ламберто Рубио Васкес Зрителей: 43,000 |
| Аргентина          | 1-3                                                                                                 | Бразилия                                                        |
| Рамон Диас 89'     | Голы                                                                                                | Зико 11' Сержиньо 66' Жуниор 75'                                |

| Июль 5, 1982 17:15       | \| Италия \| 3-2 \| Бразилия \| \| Паоло Росси 5', 25', 75' \| Голы \| Сократес 12' Фалькао 68' \| | Саррия, Барселона Судья: Авраам Клейн Зрителей: 44,000 |
| Италия                   | 3-2                                                                                                | Бразилия                                               |
| Паоло Росси 5', 25', 75' | Голы                                                                                               | Сократес 12' Фалькао 68'                               |

В 1988 году стадион стал местом проведения одного из финальных поединков Кубка УЕФА, в котором «Эспаньол» встречался с немецким «Байером» (3:0). В 1992 году на стадионе прошли 5 матчей футбольного турнира в рамках Олимпийских Игр 1992 года.
В 1997 году из-за финансовых проблем клуб продал стадион одному из застройщиков. Последняя игра на арене прошла 21 июня 1997 года, в которой «Эспаньол» со счётом 3:2 выиграл у «Валенсии», последний гол в истории стадиона забил игрок команды гостей — Иван Кампо. 20 сентября 1997 года стадион был снесён. Клуб «Эспаньол» с 1997 года по 2009 год проводил домашние матчи на Олимпийском стадионе Барселоны, в 2009 году переехал на новую собственную арену — Корнелья-Эль Прат.